# Gerhard Busch
Gerhard Busch (* 7. September 1957) ist ein ehemaliger deutscher Fußballspieler.

## Werdegang
Gerd Busch erlernte das Fußballspielen in der Jugend von PSV Oberhausen und Rot-Weiß Oberhausen. 1973 wechselte er in die Nachwuchsabteilung von Fortuna Düsseldorf, wo er zum Jugendnationalspieler reifte und 1976 am UEFA-Juniorenturnier teilnahm. Ab der Saison 1976/77 gehörte er zum Bundesligakader der Fortuna. Sein Debüt gab er am 25. September 1976 beim Auswärtsspiel gegen den 1. FC Saarbrücken, als er von Trainer Dietrich Weise eingewechselt wurde. Busch blieb bei der Fortuna Ergänzungsspieler. In seiner zweiten Saison wechselte er im November 1977 in die 2. Bundesliga zum 1. FC Bocholt und blieb bis zum Saisonende. Danach spielte er in der 2. Bundesliga für den Karlsruher SC und Rot-Weiß Lüdenscheid.